# Castello di Bagnaria
Il Castello di Bagnaria è il rudere di una fortificazione situata nel comune italiano di Bagnaria, in provincia di Pavia. L'edificio si trova a 333 m s.l.m. nell'Oltrepò Pavese, nella parte alta del borgo, sito nella valle Staffora.

## Storia
Il castello risale probabilmente ai secoli XII e XIII quando Bagnaria era feudo dei Malaspina. Subì danni per il terremoto avvenuto nella notte del 23 ottobre 1551. In seguito la torre crollò durante il terremoto del 1828, ne rimase in piedi solo uno spigolo con alcuni tratti di mura.

## Struttura
Bagnaria conserva la struttura di borgo fortificato, possiamo supporre, dal fatto che i ruderi della torre sono ubicati sul contorno dell'antico nucleo abitato, che appartenevano alla sua cinta difensiva. La struttura è in pietra con blocchi squadrati a corsi regolari. È impossibile dedurne oggi, in mancanza anche di documenti significativi, l'antica pianta della costruzione cui il rudere apparteneva.